# Nielubiec
Nielubiec – staropolskie imię męskie, złożone z dwóch członów: nie- (negacja) i -lubi-ec ("miły, przyjemny, kochany"). Mogło oznaczać po prostu "niemiły" albo powstać przez negację imion z pierwszym członem Lubo-, takich, jak Lubomir czy Lubgost.
Żeński odpowiednik: Nieluba.